# Spickekorv
Spickekorv är påläggskorv som saltas (lagts i saltlag) i några veckor och sedan hängts upp för torkning, vilket ger ett tjockt yttre saltlager. Det är en klassisk korv där saltningen fungerade som konserveringsmetod. Spicken betyder att köttet just är torkat och saltat. Numera är korven sällsynt i charkdiskarna.